# 巴特斯山
84°53′S 177°28′W / 84.883°S 177.467°W
巴特斯山（英語：Mount Butters）是南極洲的山峰，位於杜費克海岸的安德森高地東南端，處於明塞冰川和沙克爾頓冰川之間，海拔高度2,440米，由美國探險隊發現和拍攝照片。